# Army Men
Army Men è una serie di videogiochi prodotta dalla The 3DO Company per Windows e per varie console a partire dal 1998. Si tratta perlopiù di videogiochi d'azione, ma è presente anche un titolo di strategia in tempo reale. Protagonisti dei giochi sono i classici soldatini di plastica, in America chiamati appunto "army men". Il sottotitolo della serie è Real Combat. Plastic Men (trad. "Vero combattimento. Uomini di plastica").

## Ambientazione
I soldatini appartengono a 4 fazioni principali distinguibili per il colore della plastica: i Verdi (nell'originale inglese Green), i Marroni (Tan, meglio traducibile come "marrone chiaro"), i Grigi (Gray) e i Blu (Blue). I Verdi rappresentano i protagonisti e sono generalmente quelli controllati dal giocatore nella modalità giocatore singolo, i Marroni fanno la parte degli avversari principali, i Grigi combattono senza distinzioni sia i Verdi che i Marroni, mentre i Blu sono abili spie al soldo di tutte e tre le altre fazioni. Il protagonista da comandare è un sergente verde (Sarge in inglese).
I soldatini si affrontano su campi di battaglia con visuale in prospettiva dall'alto. Questi terreni hanno l'aspetto di campi di battaglia reali (simili a quelli della seconda guerra mondiale), o a volte di aree casalinghe dove gli ipotetici bambini potrebbero veramente giocare ai soldatini, per cui questi ultimi si trovano a combattere in mezzo a oggetti di uso quotidiano che ovviamente per loro sono giganteschi. Anche gli armamenti utilizzati sono tipici perlopiù della seconda guerra mondiale, ma nella serie fanno la loro comparsa anche armi più moderne come gli elicotteri, e armi speciali usate direttamente dagli ipotetici bambini come la lente d'ingrandimento che brucia i soldatini con i raggi solari.

## Modalità di gioco
Nei titoli più celebri di Army Men si può giocare in singolo in una campagna di livelli che segue una trama che si sviluppa lungo tutta la serie; oppure si possono giocare singole battaglie con vittoria a punteggio, sia in singolo che in multigiocatore via LAN, in rete, ecc.
Il giocatore controlla principalmente Sarge o qualche altro "eroe", che può muoversi in molti modi (anche strisciare, accovacciarsi...), utilizzare numerose armi raccolte sul campo di battaglia, e pilotare mezzi come carri armati e jeep. Altri uomini, mezzi e strutture fanno parte dell'esercito, e il grado di dettaglio con cui il giocatore può controllarli dipende dal gioco specifico.
Si usano in genere numerosi tasti oltre al mouse.
Alcuni titoli meno diffusi, in particolare quelli focalizzati sull'aviazione e il titolo RTS, esulano da questo schema e si possono considerare giochi completamente diversi pur mantenendo l'ambientazione e la trama.
Nella serie World War, in cui l'ambientazione è più strettamente simile alla seconda guerra mondiale, sono presenti solo la fazione Verde e quella Marrone ed è possibile rubare i veicoli nemici.

## Personaggi

### Serie Classica
- Sarge: Il sergente Verde protagonista della serie, comandato dal giocatore, usa qualsiasi arma o mezzo per riuscire a completare la missione affidatagli dai suoi superiori al quartier generale.
- Tyrannical Tan Commander: Il dittatore al comando della repubblica Marrone, aggressivo e megalomane, vuole conquistare e distruggere la Nazione Verde.
- Colonel: Colonnello Verde disperso durante una missione segreta, fonda una setta chiamata "il Culto", costituita da soldatini di tutti i colori, capaci di farsi saltare in aria per distruggere tutti gli eserciti e quindi porre fine alla guerra.
- Major Mayer: Inizialmente a comando delle truppe per la conquista del Mondo Reale, il Maggiore Mayer si allontana dalla guida del dittatore e cerca di prendere il sopravvento sulla Repubblica Marrone e sulla Nazione Verde.
- Dr. Madd: Scienziato pazzo Grigio che tramite la sua fabbrica di fusione, assembla soldati-zombie per il Maggiore Mayer.
- Tina Tomorrow: Soldatina proveniente dallo Spazio, è a capo dell'Esercito Spaziale, alleato con i Verdi nella lotta alla fazione degli Alieni Spaziali.
- Overlord: Mostruoso alieno arancione a capo degli Alieni Spaziali, è l'indiscusso signore di questa fazione.

### Serie Air Attack - Sarge Heroes

#### Compagnia Bravo
- Capitano Blade: Pilota di elicotteri, appare solo nella serie Air Attack. Il suo nome si deve al fatto che indossa un cappello che ricorda quello del Generale Custer.
- Sergente "Sarge" Hawk: Il protagonista della serie. Fisicamente è muscoloso e porta un cerotto sul naso. La sua arma è una mitragliatrice M16 dalle munizioni infinite, ma durante il corso dei giochi può disporre di molte altre armi.
- Riff: Il migliore amico di Sarge nonché addetto al bazooka. Fisicamente ricorda molto un uomo afroamericano. Di temperamento calmo e pacato, ha una sua filosofia, quella del "blues del bazooka" e si dice che sia stato creato usando la plastica di alcuni plettri per chitarra.
- Hoover: Il cercamine della Compagnia Bravo. Fisicamente è un tizio magrolino e con gli occhiali, molto nervoso e dal carattere piuttosto pavido ma se c'è da fare l'eroe non si tira indietro. Ha sempre con sé un dispositivo cercamine.
- Thick: Il mitragliere della Compagnia Bravo. È un soldato dal fisico possente e dalla mente poco brillante, con un solo dito per premere il grilletto. Viene salvato da Sarge durante una missione in un giardino nel "mondo reale".
- Shrap: L'addetto al mortaio, arma che si porta anche appresso. Appassionato di surf, ha iniziato la sua carriera pattugliando le spiagge fino a diventare un surfista coi fiocchi. Viene presentato fisicamente come il classico surfista californiano.
- Scorch: L'addetto al lanciafiamme della Compagnia Bravo. Questo soldato ha un amore quasi maniacale per il fuoco e il suo sogno nel cassetto è quello di ridurre l'esercito Tan in poltiglia bollente.
- Col. "Happy" Jack Grimm: Il colonnello Grimm è il comandante in capo e lo stratega dell'esercito Green. Ha una grande stima di Sarge, che considera un po' come se fosse il figlio che non ha mai avuto. Burbero e duro veterano della vecchia guardia, si è guadagnato il nomignolo di "Happy" perché non sorride mai.
- Vikki Grimm: La figlia del colonnello Grimm, fa la giornalista e vuole indagare a fondo sulla faccenda degli strani portali che appaiono e che sembrano essere il punto di comunicazione tra il mondo dei Green e il nostro. Catturata dai Tan, finge di essere una traditrice dei Green facendo così da spia. Ha un particolare interesse per Sarge, ricambiata. È l'unica degli Army Men che più che sembrare un soldato ricorda una bambola e che inoltre ha una carnagione rosea e dei capelli verdi.

#### Antagonisti
- Generale Plastro: Il generale Plastro è il tiranno a capo della Nazione e dell'esercito Tan. Solo il suo edonismo supera il suo desiderio di potere. Fisicamente è un dittatore dall'aspetto grasso e la faccia malvagia, con due baffetti corti in stile inglese a completare il tutto. Lui ha scoperto i portali di comunicazione tra il mondo Tan e il nostro e da lì ha preso oggetti che per noi sono di uso comune, ma per i Green sono letali. In quasi tutti gli episodi fa una brutta fine riuscendo sempre a cavarsela.
- Lord Malice: Nuovo cattivo della serie, prende il posto di Plastro in "Sarge's War". Una volta era un soldato Green e si chiamava Maggiore Gooding, ma durante una missione in una cucina del nostro mondo lui e il suo esercito furono vittime di un'imboscata dei Tan e lui venne lasciato in quel mondo, venendo dato per spacciato. Durante quell'operazione perse anche varie parti del corpo, tra cui un braccio che gli venne sostituito con una superarma elettrica. Ritrovato dai Tan, fu trasformato in quello che è attualmente. Testimonianze del suo passato Green sono riscontrabili nella sua pelle verde, ma gli occhi rossi iniettati d'odio e la corazza e il cappello da generale col simbolo dei Tan ne fanno dedurre il passaggio a queste forze. Esordisce con un'operazione chiamata "Vendetta" in cui piazza una potente bomba durante una riconciliazione tra i Green e i Tan, proprio sotto la statua della Pace. In quell'esplosione muoiono tutti: il colonnello Grimm e sua figlia, Plastro e la Compagnia Bravo. In punto di morte, però, Malice rivela a Sarge che i suoi cari non sono affatto morti e che aveva fatto mettere dei cloni, forse per fare pressione sui sentimenti di Sarge.

## I titoli della serie
Di seguito, le piattaforme di ogni titolo sono così abbreviate:
- PC = Microsoft Windows
- PS1 = PlayStation
- PS2 = PlayStation 2
- X = Xbox
- GBA = Game Boy Advance
- GBC = Game Boy Color
- GC = GameCube
- N64 = Nintendo 64
- DC = Dreamcast
- DS = Nintendo DS.

### Serie Classica
- Army Men (1998) (PC, PS1, GBC)
- Army Men II (1999) (PC, GBC)
- Army Men: Toys in Space (1999) (PC)

### SerieAir Attack
L'universo di Army Men dal punto di vista dell'aviazione:
- Army Men: Air Attack (1999) (PC, PS1)
- Army Men: Air Tactics (2000) (PC)
- Army Men: Air Attack 2 (2000) (PS1, PS2)

Altre verisioni e seguiti:
- Army Men: Air Combat (2000) (GBC, N64)
- Army Men: Air Combat - The Elite Missions (2003) (GC)

### SerieSarge Heroes
- Army Men: Sarge's Heroes (1999) (PC, PS1, N64, DC)
- Army Men: Sarge's Heroes 2 (2001) (PS1, PS2, GBC, N64)
- Army Men: RTS (2002) (PC, PS2, GC)
- Army Men: Sarge's War (2004) (PC, PS2, GC, X)
- Army Men: Major Malfunction (2006) (PS2, X)

Spin off:
- Portal Runner (2001) (PS2, GBC)
- Army Men: Green Rogue (2001) (PS1, PS2) (conosciuto anche come Army Men: Omega Soldier)

### SerieWorld War
- Army Men: World War (2000) (PC, PS1)
- Army Men: World War - Land, Sea and Air (2000) (PS1)
- Army Men: World War - Team Assault (2001) (PS1)
- Army Men: World War - Final Front (2001) (PS1) (conosciuto anche come Army Men: Lock'N'Load)

### Per console mobile
- Army Men Advance (2001) (GBA)
- Army Men: Operation Green (2001) (GBA)
- Army Men: Turf Wars (2002) (GBA)
- Army Men: Soldiers of Misfortune (2008) (DS)